# Мері Артур Макелрой
Мері Мак-Елрой (англ. Mary Arthur McElroy; до шлюбу Артур; 5 липня 1841 — 8 січня 1917) — сестра 21-го президента США Честера Алана Артура, перша леді в його адміністрації (1881—1885). Взяла на себе роль, оскільки дружина Артура, Еллен Льюїс Герндон Артур, померла майже за два роки до його інавгурації.

## Раннє життя
Мері Артур народилася в Гринвічі, Нью-Йорк останньою з дев'яти дітей Вільяма і Мальвіни С. Артурів. Мати, Мальвіна Стоун, народилася у Вермонті, в родині Джорджа Вашингтона Стоуна та Джудіт Стівенс. Сім'я Мальвіни переважно мала англійське та валлійське походження, а її дід, Урія Стоун, воював у Континентальній армії під час Американської революції. Її батько, Вільям Артур, народився в Дріні, Каллібекі, графство Антрім, Ірландія; він закінчив коледж у Белфасті та емігрував до Канади у 1819 чи 1820. Її мати познайомилася з батьком, коли той викладав у школі в Дангем у Квебеці, неподалік від її рідного Вермонта. Батько отримав американське громадянство в 1843 році після народження Мері та її братів і сестер.
Відвідувала шкільну семінарію Емми Віллард в Трої, Нью-Йорк.

## Перша леді США
У листопаді 1880 року брат Мері Честер Артур був обраний віцепрезидентом. У липні 1881 року президент Джеймс Гарфілд був смертельно поранений і помер 19 вересня 1881 року. Артур змінив його на посаді президента і попросив Мері Мак-Елрой піклуватися про його юну дочку Еллен і виступати в ролі «господарки Білого дому». Оскільки вона мала власну родину в Олбані, Мак-Елрой жила у Вашингтоні, округ Колумбія, лише під час напруженого зимового сезону. Хоча Артур офіційно не надав їй протоколу офіційної посади, вона виявилася популярною і компетентною господинею. Процедури, які вона з братом розробили для соціальних функцій, використовувалися майбутніми першими леді протягом десятиліть.
Мері Мак-Елрой головувала на низці заходів і вшанувала колишніх перших леді Джулію Тайлер і Гаррієт Лейн, попросивши їх допомогти їй прийняти гостей у Білому домі. Їй часто допомагали її старша дочка Мей і дочка брата Нелл.
Її останній прийом відбувся 28 лютого 1885 року, за тиждень до завершення правління Артура: його відвідали 3000 людей (включаючи Адольфуса Грілі), а 48 дочок чиновників та представників соціальної еліти допомагали їй.
Мері Мак-Елрой та її чоловік підтримували громадянські права афроамериканців і приймали Букера Вашингтона у своєму будинку в Олбані в червні 1900 року. Вона, однак, входила до Асоціації Олбані проти виборчого права жінок.

## Особисте життя
13 червня 1861 року Мері Артур одружилася з Джоном Едвардом Мак-Елроєм (1833—1915), сином Вільяма Мак-Елроя та Джейн Маллен. Мак-Елрой був страховим продавцем, президентом страхової компанії Олбані. Вони жили в Олбані, Нью-Йорк, і мали чотирьох дітей
- Мей Мак-Елрой (нар. 1862) — одружилася з Чарльзом Джексоном[16] і допомагала матері керувати суспільними функціями в Білому домі.[17]
- Вільям Мак-Елрой (1864—1892).[15]
- Джессі Мак-Елрой (1867—1934) — померла неодруженою.[18]
- Чарльз Едвард Мак-Елрой (1873—1947)[19] — інвестиційний брокер, який одружився з Гаррієт Ленгдон Паркер (1878—1965), дочкою ген. Амаса Дж. Паркера-молодшого у 1901 р.[20][21][22][23] Їхня дочка одружилася з Шайлером Меррітом II, сином Шайлер Мерріт.[19]

Мері Мак-Елрой померла 8 січня 1917 року у віці 75 років в Олбані, штат Нью-Йорк, і була похована на сільському кладовищі Олбані.